# Herreid
Herreid – miasto w Stanach Zjednoczonych, w stanie Dakota Południowa, w hrabstwie Campbell.